# Neseutegaeus consimilis
Neseutegaeus consimilis är en kvalsterart som beskrevs av Hammer 1966. Neseutegaeus consimilis ingår i släktet Neseutegaeus och familjen Eutegaeidae. Inga underarter finns listade i Catalogue of Life.